# Dale Santon
Dale Santon (Città del Capo, 18 agosto 1969) è un ex rugbista a 15 sudafricano, il cui ruolo era quello di tallonatore.

## Biografia
Militante per buona parte della sua carriera nei Boland Cavaliers, rappresentò a livello professionistico i Bulls nel Super Rugby.
Già nel giro della Nazionale dal 1997 ma mai schierato a livello di test match, esordì a 34 anni negli Springbok nel corso del Tri Nations 2003 con tre incontri e successivamente disputò un incontro di Coppa del Mondo di rugby 2003, che fu pure il suo ultimo impegno internazionale.
L'anno successivo, dopo una stagione di Currie Cup negli Eagles, concluse l'attività agonistica.